# Pimenta X
A Pimenta X, mais conhecida como Pepper X, é uma variação da Capiscum chinense criada pelo cultivador de pimentas Ed Currie, criador da Carolina Reaper. É a pimenta mais picante do mundo desde 2023, de acordo com o Guiness World Records.

## Formação
A sua picância intensa foi desenvolvida após mais de 10 anos de cultivo focado na seleção dos melhores exemplares, com mais de 10 gerações hibridizando pimentas para alcançar a maior picância possível. O seu cultivador, Ed Currie, produzia 100 cruzamentos híbridos por ano com a intenção de que um ou dois pudessem se encaixar no ciclo de 10 anos de desenvolvimento.

## Picância
A Pimenta X é o resultado de uma série de cruzamentos que produziram uma quantidade extremamente alta de capsaicina nos lóculos - onde a planta mantém suas sementes. Suas extensas curvas e cristas fornecem mais área de superfície para a placenta e os lóculos da planta crescerem e reterem a capsaicina, aumentando a picância na ingestão. A ingestão da Pimenta X causa desconforto intenso na região abdominal.

## Recorde mundial
Em 23 de agosto de 2023, a Pimenta X foi oficialmente reconhecida pelo Guiness como a pimenta mais picante do mundo, alcançando 2.69 milhões SHU e superando os 1.64 milhões SHU da Carolina Reaper.